# Bermudalilja
Bermudalilja (Sisyrinchium bermudiana) är en irisväxtart som beskrevs av Carl von Linné. Sisyrinchium bermudiana ingår i släktet gräsliljor, och familjen irisväxter.
Artens utbredningsområde är Bermuda. Inga underarter finns listade i Catalogue of Life.
Bermudaliljan har blå blommor och sammanväxta ståndare. Den förekommer förvildad i Nordamerika, Australien, på Mauritius och på Irland. Den odlas för sina vackra blommor i flera varieteter på kalkjord.